# The Skulls 3
The Skulls III es un thriller estadounidense del año 2004, dirigido por J. Miles Dale y protagonizado por Clare Kramer, Bryce Johnson, Steve Braun, y Barry Bostwick. Es la secuela de The Skulls y The Skulls II.

## Argumento
El objetivo de Taylor Brooks (Clare Kramer), una joven y atractiva estudiante, es convertirse en la primera miembro femenina de la sociedad secreta "The Skulls", pero pronto se verá atrapada dentro de un siniestro mundo de engaño, intimidación y asesinato.

## Reparto
- Clare Kramer: Taylor Brooks
- Bryce Johnson: Roger Lloyd
- Barry Bostwick: Nathan Lloyd
- Steve Braun: Brian Kelly
- Karl Pruner: Martin Brooks
- Dean McDermott: Det. Staynor
- Maria del Mar: Det. Valdez
- Len Cariou: Dean Lawton
- Brooke D'Orsay: Veronica Bell
- Shaun Sipos: Ethan Rawlings
- Chris Trussell: Conrad
- David Purchase: Killebrew
- Toby Proctor: Sam Brooks
- Martha Burns: Entrenador de natación
- Alison Sealy-Smith: Dr. Franks
- Philip Akin: Capitán Harlan
- John Bayliss: Ministro
- Irene Dale: Bibliotecaria
- Jonathan Duncap: Sacerdote